# トニー・デマルコ

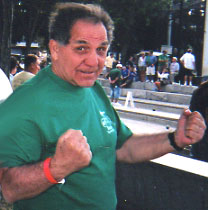
トニー・デマルコ、2007年

トニー・デマルコ（Tony DeMarco、1932年1月14日 - 2021年10月11日）は、アメリカ合衆国出身の男性元プロボクサー。本名はレオナルド・リオッタ。マサチューセッツ州ボストン生まれ。元世界ウェルター級チャンピオン。

## 来歴
11歳でボクシングを始め、1948年10月21日、16歳でプロデビュー。
1955年4月1日、ジョニー・サクストンに14回KO勝ちで、世界ウェルター級王者となった。
1955年6月10日、同型の猛ファイター、カーメン・バシリオの挑戦を受ける。体調不良を押してのファイトだったが、12回KO負けでタイトルを奪われた。
1955年11月30日、王座返り咲きを期してバシリオに挑戦。壮絶な乱打戦の中、左フックの強打でバシリオをグロッギーに追い込むも、その後猛反撃に遭い、12回に集中打を浴びてKO負け、タイトル奪取はならなかった。

## 通算戦績
58勝（33KO）12敗1引分け